# Matías Ángel de la Mota Padilla
Matías Ángel López de la Mota y Padilla (Guadalajara, Jalisco, 1688 - 12 de julio de 1766) fue un sacerdote, político e historiador mexicano. Su obra historiográfica Historia de la conquista del Reino de la Nueva Galicia en la América Septentrional es de una importancia enorme para la comprensión del pasado y presente del Estado de Jalisco.
En 1720 fue titulado alguacil mayor del Santo Oficio en Ciudad de México, y el 28 de junio del mismo año se le nombró relator de la Real Audiencia de Guadalajara por su presidente don Tomás Terán de los Ríos. En 1724 obtuvo el nombramiento de asesor general de los jueces, y la Real Audiencia lo nombró alcalde mayor de Aguascalientes el año de 1730. 
Una de sus grandes obras en Aguascalientes, preocupado por la eficiente distribución del agua y evitar la contaminación del agua en las acequias que abastecían el agua a la Villa de Aguascalientes, inició un gran proyecto hidráulico:  El Acueducto subterráneo de El Cedazo.  Esta obra fue iniciada en 1730, siendo sin lugar a dudas la obra hidráulica más importante de la Colonia. 
El 8 de mayo de 1746 se adjudicó por 100 pesos el oficio de regidor perpetuo del Ayuntamiento de Guadalajara, cuyo título le expidió el virrey de la Nueva España; y durante su regencia se construyó el paseo de la Alameda que todavía existe (hoy parque Morelos), además de gestionar el establecimiento de la Universidad de Guadalajara. Escribió su Historia de la Conquista de la Nueva Galicia desde el año de 1741 y la publicó en 1748, siendo esta historia la principal que existe y que ha servido de consulta a la mayor parte de los historiadores del Estado de Jalisco. El 9 de julio de 1766 otorgó su testamento y en él se autonombra clérigo y presbítero. Murió el 12 de julio de 1766.